# Division nationale (Schach) 2011/12
Die Division nationale (Schach) 2011/12 war die höchste Spielklasse der luxemburgischen Mannschaftsmeisterschaft im Schach.
Meister wurde Cercle d'échecs Dudelange, der den Titelverteidiger De Sprénger Echternach knapp auf den zweiten Platz verwies. Aus der Promotion d'honneur waren Esch Rochade Reine und die zweite Mannschaft von Cercle d'échecs Dudelange aufgestiegen. Während Esch den Klassenerhalt erreichte, musste Dudelanges zweite Mannschaft zusammen mit der zweiten Mannschaft von Gambit Bonnevoie absteigen. Zu den gemeldeten Mannschaftskadern siehe Mannschaftskader der Division nationale (Schach) 2011/12.

## Modus
Das Turnier war unterteilt in eine Vorrunde und eine Endrunde. Die acht teilnehmenden Mannschaften spielten zunächst ein einfaches Rundenturnier. Die ersten Vier spielten im Poule Haute um den Titel, die letzten vier im Poule Basse gegen den Abstieg. Über die Platzierung entschied zunächst die Summe der Mannschaftspunkte (2 Punkte für einen Sieg, 1 Punkt für ein Unentschieden, 0 Punkte für eine Niederlage), anschließend der direkte Vergleich und zuletzt die Zahl der Brettpunkte (3 Punkte für einen Sieg, 2 Punkte für ein Remis, 1 Punkt für eine Niederlage, 0 Punkte für einen kampflose Niederlage). Für die Endplatzierung wurden sowohl die Punkte aus der Vorrunde als auch die Punkte aus der Endrunde berücksichtigt.

## Spieltermine
Die Wettkämpfe wurden ausgetragen am 16. und 23. Oktober, 20. November, 11. Dezember 2011, 8. und 29. Januar, 12. Februar, 11. und 25. März und 22. April 2012.

## Vorrunde
Wie in den Vorjahren qualifizierten sich De Sprénger Echternach, Le Cavalier Differdange, Gambit Bonnevoie und Cercle d'échecs Dudelange für den Poule Haute. Die zweiten Tabellenhälfte erreichte gegen die erste keinen einzigen Mannschaftspunkt.

### Abschlusstabelle
| Pl. | Verein                                       | Sp | G | U | V | MP   | Brett-P. |
| --- | -------------------------------------------- | -- | - | - | - | ---- | -------- |
| 01. | Cercle d'échecs Dudelange I. Mannschaft      | 7  | 7 | 0 | 0 | 14:0 | 135      |
| 02. | Le Cavalier Differdange                      | 7  | 5 | 1 | 1 | 11:3 | 135      |
| 03. | De Sprénger Echternach (M)                   | 7  | 5 | 0 | 2 | 10:4 | 123      |
| 04. | Gambit Bonnevoie I. Mannschaft               | 7  | 4 | 1 | 2 | 9:5  | 127      |
| 05. | Esch Rochade Reine (N)                       | 7  | 3 | 0 | 4 | 6:8  | 99       |
| 06. | Schachklub Turm a Sprénger Matt Schëffleng   | 7  | 2 | 0 | 5 | 4:10 | 101      |
| 07. | Cercle d'échecs Dudelange II. Mannschaft (N) | 7  | 1 | 0 | 6 | 2:12 | 97       |
| 08. | Gambit Bonnevoie II. Mannschaft              | 7  | 0 | 0 | 7 | 0:14 | 75       |

### Entscheidungen
|     | Teilnehmer am Poule Haute: Cercle d'échecs Dudelange I. Mannschaft, Le Cavalier Differdange, De Sprénger Echternach, Gambit Bonnevoie I. Mannschaft                  |
|     | Teilnehmer am Poule Basse: Esch Rochade Reine, Schachklub Turm a Sprénger Matt Schëffleng, Cercle d'échecs Dudelange II. Mannschaft, Gambit Bonnevoie II. Mannschaft |
| (M) | Meister der letzten Saison |
| (N) | Aufsteiger der letzten Saison |

### Kreuztabelle
| Ergebnisse | Ergebnisse                                 | 01. | 02. | 03. | 04. | 05. | 06. | 07. | 08. |
| ---------- | ------------------------------------------ | --- | --- | --- | --- | --- | --- | --- | --- |
| 01.        | Cercle d'échecs Dudelange I. Mannschaft    |     | 17  | 20  | 18  | 22  | 18  | 20  | 19  |
| 02.        | Le Cavalier Differdange                    | 15  |     | 17  | 16  | 20  | 22  | 21  | 24  |
| 03.        | De Sprénger Echternach                     | 12  | 15  |     | 19  | 19  | 17  | 19  | 22  |
| 04.        | Gambit Bonnevoie I. Mannschaft             | 14  | 16  | 13  |     | 21  | 22  | 20  | 21  |
| 05.        | Esch Rochade Reine                         | 10  | 11  | 13  | 10  |     | 19  | 17  | 19  |
| 06.        | Schachklub Turm a Sprénger Matt Schëffleng | 13  | 10  | 15  | 10  | 13  |     | 20  | 20  |
| 07.        | Cercle d'échecs Dudelange II. Mannschaft   | 12  | 11  | 13  | 12  | 15  | 12  |     | 22  |
| 08.        | Gambit Bonnevoie II. Mannschaft            | 13  | 7   | 10  | 10  | 13  | 12  | 10  |     |

## Endrunde

### Poule Haute
Dudelange hatte mit 14:0 Punkten und drei Punkten Vorsprung die beste Ausgangsvoraussetzung aus der Vorrunde übernommen. Nach dem Auftaktsieg erhöhte sich der Vorsprung sogar auf vier Punkte, da Echternach Differdange besiegte. In der vorletzten Runde unterlag Dudelange zwar Echternach mit 13:19, dies reichte aber bereits zum vorzeitigen Titelgewinn, da in der Vorrunde Dudelange gegen Echternach mit 20:12 gewann und damit in der Gesamtwertung den direkten Vergleich für sich entschied.

#### Abschlusstabelle
| Pl. | Verein                                  | Sp | G | U | V | MP   | Brett-P. |
| --- | --------------------------------------- | -- | - | - | - | ---- | -------- |
| 01. | Cercle d'échecs Dudelange I. Mannschaft | 10 | 8 | 0 | 2 | 16:4 | 182      |
| 02. | De Sprénger Echternach (M)              | 10 | 8 | 0 | 2 | 16:4 | 178      |
| 03. | Le Cavalier Differdange                 | 10 | 7 | 1 | 2 | 15:5 | 187      |
| 04. | Gambit Bonnevoie I. Mannschaft          | 10 | 4 | 1 | 5 | 9:11 | 163      |

#### Entscheidungen
|     | Luxemburgischer Meister: Cercle d'échecs Dudelange I. Mannschaft |
| (M) | Meister der letzten Saison                                       |

#### Kreuztabelle
| Ergebnisse | Ergebnisse                              | 01. | 02. | 03. | 04. |
| ---------- | --------------------------------------- | --- | --- | --- | --- |
| 01.        | Cercle d'échecs Dudelange I. Mannschaft |     | 13  | 13  | 22  |
| 02.        | De Sprénger Echternach                  | 19  |     | 17  | 19  |
| 03.        | Le Cavalier Differdange                 | 19  | 15  |     | 18  |
| 04.        | Gambit Bonnevoie I. Mannschaft          | 10  | 13  | 13  |     |

### Poule Basse
Bereits nach der ersten Runde standen die zweiten Mannschaften von Dudelange und Bonnevoie als Absteiger fest.

#### Abschlusstabelle
| Pl. | Verein                                       | Sp | G | U | V  | MP    | Brett-P. |
| --- | -------------------------------------------- | -- | - | - | -- | ----- | -------- |
| 05. | Schachklub Turm a Sprénger Matt Schëffleng   | 10 | 5 | 0 | 5  | 10:10 | 157      |
| 06. | Esch Rochade Reine (N)                       | 10 | 5 | 0 | 5  | 10:10 | 147      |
| 07. | Cercle d'échecs Dudelange II. Mannschaft (N) | 10 | 2 | 0 | 8  | 4:16  | 145      |
| 08. | Gambit Bonnevoie II. Mannschaft              | 10 | 0 | 0 | 10 | 0:20  | 113      |

#### Entscheidungen
|     | Absteiger in die Promotion d'honneur: Cercle d'échecs Dudelange II. Mannschaft, Gambit Bonnevoie II. Mannschaft |
| (N) | Aufsteiger der letzten Saison                                                                                   |

#### Kreuztabelle
| Ergebnisse | Ergebnisse                                 | 05. | 06. | 07. | 08. |
| ---------- | ------------------------------------------ | --- | --- | --- | --- |
| 05.        | Schachklub Turm a Sprénger Matt Schëffleng |     | 21  | 18  | 17  |
| 06.        | Esch Rochade Reine                         | 10  |     | 18  | 20  |
| 07.        | Cercle d'échecs Dudelange II. Mannschaft   | 14  | 13  |     | 21  |
| 08.        | Gambit Bonnevoie II. Mannschaft            | 15  | 12  | 11  |     |

## Die Meistermannschaft
| 1.            | Cercle d'échecs Dudelange |
| Schachfiguren | Slavko Cicak, Anthony Wirig, Mustapha Nezar, Fred Berend, Elvira Berend, Udo Osieka, Anna Wagener, Viktoriya Schweitzer, Hubert Mossong, Lucien Gaspar, Alain Schartz, Sebastian Tudorie, Dirk Koch, Théid Klauner, Robert Ackermann, Jean Schammo, Christophe Wagener, Yves Jadin. |